# Lebinthus flavipalpis
Lebinthus flavipalpis är en insektsart som beskrevs av Lucien Chopard 1931. Lebinthus flavipalpis ingår i släktet Lebinthus och familjen syrsor. Inga underarter finns listade i Catalogue of Life.